# اخترآباد
اخترآباد، روستایی از توابع بخش صفادشت شهرستان ملارد استان تهران ایران است.

## جمعیت
این روستا در دهستان اخترآباد قرار داشته و بر اساس سرشماری سال ۱۳۸۵ جمعیت آن ۴۹۸ نفر (۱۳۴ خانوار) بوده‌است.